# Cistícola remorejant
La cistícola remorejant (Cisticola bulliens) és una espècie d'ocell de la família dels cisticòlids. Es troba a Angola i a la República Democràtica del Congo.
Els hàbitats naturals són la sabana seca i les praderies seques subtropicals o tropicals de les terres baixes.
El cant de l'ocell és variable, però el patró típic és un parell de notes "txé" seguides d'un trinat llarg i líquid; en general, el cant és molt semblant a un sotragueig.